# Долна
До̀лна (на полски: Dolna; на немски: Dollna) е село в Южна Полша, Ополско войводство, Стшелецки окръг, Община Лешница. Според Полската статистическа служба към 31 декември 2009 г. селото има 348 жители.

## Местоположение
Разположено е на около 7 km североизточно от общинския център Лешница.

## Забележителности
В Регистъра на недвижимите паметници на Националния институт за наследството са вписани:
- Църква „Св. св. Петър и Павел“ от XV в.
- Масов гроб на силезките въстаници